# Games Men Play
Games Men Play es una película de drama nigeriana de 2006 dirigida por Lancelot Oduwa Imasuen.

## Sinopsis
La película analiza las indiscreciones entre varias parejas adineradas de Lagos. La protagonista principal Tara (Kate Henshaw-Nuttal) decide hacer una investigación sobre las relaciones para un programa de televisión, centrándose en las parejas que incluyen a una presentadora de un programa de televisión, Abby (Monalisa Chinda); su novio Richmond (Mike Ezuruonye); una ama de casa con un pasado doloroso (Chioma Chukwuka) y su esposo (Bob-Manuel Udokwu) y otra ama de casa (Uche Jombo) luchando con un marido rico e infiel (Jim Iyke) y su exigente amante (Dakore Egbuson).

## Elenco
- Kate Henshaw-Nuttal[5]
- Ini Edo
- Chioma Chukwuka
- Chinedu Ikedieze
- Kalu Ikeagwu
- Jim Iyke
- Dakore Egbuson
- Uche Jumbo
- Bob Manuel Udokwu
- Benita Nzeribe
- Michael Ezuruonye
- Monalisa Chinda